# ASFA Dakar
El ASFA Dakar (Asociación Deportiva de las Fuerzas Armadas de Dakar) es un equipo de fútbol de Senegal que milita en la Segunda División de Senegal, la segunda liga de fútbol más importante del país.

## Historia
Fue fundado en la capital Dakar como el equipo representante de las Fuerzas Armadas de Senegal, por lo que el equipo está integrado principalmente por soldados. El club ha sido campeón de la Liga senegalesa de fútbol en 3 ocasiones y han sido finalistas de la Copa senegalesa de fútbol en 2 ocasiones.
A nivel internacional han participado en 3 torneos continentales, en donde su mejor participación ha sido en la Copa Africana de Clubes Campeones 1972, en la cual fue eliminado en la segunda ronda por el Djoliba AC de Malí.

## Palmarés
- Liga senegalesa de fútbol: 3

1971, 1972, 1974
- Copa senegalesa de fútbol: 0
  - Finalista: 2

1974, 1989

## Participación en competiciones de la CAF
| Temporada | Torneo                            | Ronda | Club         | Casa | Visita | Global      |
| --------- | --------------------------------- | ----- | ------------ | ---- | ------ | ----------- |
| 1972      | Copa Africana de Clubes Campeones | 1     | AS Cotonou   | 3-0  | 3-2    | 6-2         |
| 1972      | Copa Africana de Clubes Campeones | 2     | Djoliba AC   | 2-0  | 0-2    | 2-21        |
| 1973      | Copa Africana de Clubes Campeones | 1     | Modèle Lomé  | 2-2  | 2-4    | 4-6         |
| 1975      | Copa Africana de Clubes Campeones | 1     | ASEC Mimosas | 1-1  | 1-1    | 2-2 (5-6 p) |

1- después de que el partido terminara 2-0 a favor del Djoliba AC, dejando un marcador global de 2-2, Forces Armées se negaron a jugar el desempate por penales por quejas contra el arbitraje; fueron expulsados del torneo y vetados de los torneos de la CAF por 3 años. 